# Cantó de Montpeller-10

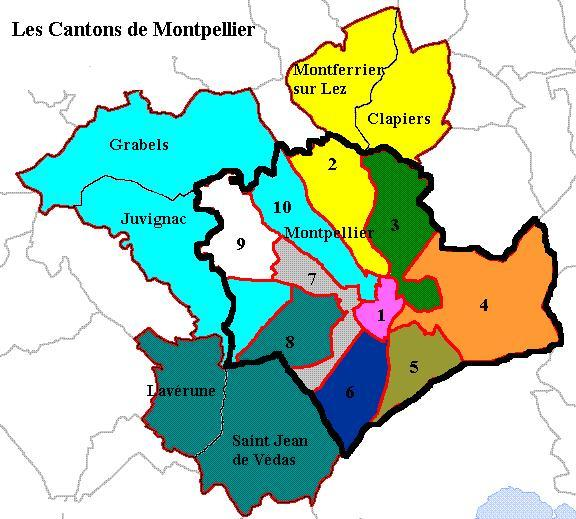
Els cantons de Montpeller

El cantó de Montpellier-10 és un cantó francès del departament de l'Erau, a la regió del Llenguadoc-Rosselló. Forma part del districte de Montpeller, té 2 municipis i una part del cap cantonal que és Montpeller.

## Municipis
- Grabèls
- Juvinhac
- Montpeller